# Delambre (Mondkrater)
Delambre ist ein Einschlagkrater auf der Mondvorderseite westlich des Mare Tranquillitatis, östlich der beiden auffälligen Krater Theon Senior und Theon Junior, nordwestlich von Hypatia.
Der Kraterrand ist ausgekehlt und das Innere weist Spuren konzentrischer Rutschungen auf.
| Buchstabe | Position          | Durchmesser | Link |
| --------- | ----------------- | ----------- | ---- |
| B         | 1,66° S, 19,64° O | 10 km       |      |
| D         | 1,13° S, 17,52° O | 5 km        |      |
| F         | 1,07° S, 19,23° O | 5 km        |      |
| H         | 1° S, 16,44° O    | 15 km       |      |
| J         | 0,35° S, 16,74° O | 12 km       |      |

Der Krater wurde 1935 von der IAU nach dem französischen Astronomen Jean-Baptiste Joseph Delambre offiziell benannt. Ebenfalls nach Delambre wurde 2005 ein Asteroid benannt: (13962) Delambre.